# Olechnowicze (obwód brzeski)
Olechnowicze (biał. Алёхнавічы; ros. Олёхновичи) – wieś na Białorusi, w obwodzie brzeskim, w rejonie bereskim, w sielsowiecie Malecz.
W dwudziestoleciu międzywojennym leżały w Polsce, w województwie poleskim, w powiecie prużańskim.